# Two Peoples Bay Nature Reserve
Het Two Peoples Bay Nature Reserve is een beschermd natuurgebied in Australië. Het ligt 35 km ten oosten van Albany, West-Australië. De baai zelf, inclusief twee kleine afgelegen stranden, ligt pal naar het oosten en wordt beschermd tegen de Zuidelijke Oceaan door een landtong gevormd door het granieten massief van Mount Gardner. Het natuurreservaat werd in 1967 opgericht om de bedreigde grote doornkruiper en zijn habitat te beschermen. Het staat bekend als de plek waar Gilberts potoroe werd ontdekt en zijn naam kreeg, maar in 2015 verwoestte een enorme brand 90% van het leefgebied van het kleine buideldier en werd driekwart van de resterende kleine populatie gedood. Little Beach is een populaire toeristische attractie.

## Geschiedenis
De naam “Two Peoples Bay” komt van een incident in 1803 toen een Amerikaans walvisvaarder de beschutte wateren gebruikte om tegelijk met een Frans schip dat de kustlijn ten oosten van Albany aan het verkennen was, voor anker te gaan. Het werd Baie Des Deux Peuples, of Baai van Twee Volkeren, genoemd door een Franse expeditie onder leiding van Nicolas Baudin om te vieren dat ze de Amerikaanse walvisvaarder op dit punt hadden ontmoet.
John Gilbert, een natuuronderzoeker, onderzocht het gebied in de jaren 1840 en gaf zijn naam aan de Gilberts potoroe. In het midden van de 19e eeuw werd er walvisvangst bedreven in de baai.
Op 12 oktober 2012 brak er een bosbrand uit op privégrond in de buurt van het reservaat. Na een plotselinge verandering in de windrichting werd een vrachtwagen met twee brandweermannen in vlammen opgegaan; zij liepen ernstige brandwonden op. Meer dan 1.000 hectare bushland ging in vlammen op en een van de brandweermannen kwam later om het leven.
Eind november 2015 brandde een brand door 1.200 hectare van het reservaat, waarbij naar schatting 90% van het leefgebied van de Gilberts potoroe werd verwoest, en ongeveer 15 van de naar schatting 20 potoroes die in het reservaat leven werden gedood. De hoofdonderzoeker van het departement zei dat het ongeveer 20 jaar zou duren voordat de habitat voldoende hersteld zou zijn om weer een populatie van het kleine buideldier te ondersteunen.

## Geografie
De totale oppervlakte van het natuurreservaat is 4.744,7 hectare. Het kan worden onderverdeeld in drie gebieden:
- Een hoofdgedeelte van 4.510 hectare dat Mount Gardner, Lake Gardner, Moates Lake, de rotsachtige kustlijn van Sinkers Reef, granieten landtongen, zandstranden zoals Little Beach en Waterfall Beach en mobiele duinen omvat;
- Een kleiner deel van 89 hectare dat ongeveer 2 kilometer ten noorden van het hoofdgebied ligt en dat het noordelijke deel van het Angove meer en de Angove rivier omvat;
- Vier eilanden: Coffin Island, Black Rock, Inner Island en Rock Dunder. Deze variëren in grootte van 3 ha tot 28 ha.

Angove Lake maakt deel uit van het Moates Lake System, samen met Moates Lake en Lake Gardner. Al deze meren waren met elkaar verbonden tot een groot estuariumsysteem tijdens de laatste interglaciale periode ongeveer 120.000 jaar geleden.

## Flora en fauna

### Planten
De vegetatie in het park kan als volgt worden ingedeeld: laag bos wordt aangetroffen ten noorden van Moates Lake, de moerasranden en dicht bij de kantoren van het reservaat. De bomen bereiken een hoogte van 15 m en worden gedomineerd door Eucalyptussoorten waaronder E. megacarpa, jarrah, yate, evenals andere soorten zoals marri en Taxandria juniperina.
De onderlaag van het lage bos bevat soorten als Banksia littoralis, Bossiaea linophylla en de Acacia leioderma. Lage bossen in de brede valleien ten noorden van Moates Lake bestaan voornamelijk uit Eucalyptus staeri en het gebied tussen Moates Lake en Gardiner Lake wordt voornamelijk bevolkt door Banksia littoralis. De plantenziekte Phytophthora cinnamomi heeft een populatie van de bedreigde Banksia verticillata uitgeroeid.

### Dieren
In Two Peoples Bay leeft het meest bedreigde zoogdier van Australië en een van de zeldzaamste dieren ter wereld, de Gilberts potoroe (Potorous gilbertii). Men dacht dat deze potoroe uitgestorven was (omdat hij al een eeuw niet meer was gezien) totdat de populatie in Two Peoples Bay in 1994 werd ontdekt. In 2007 werd geschat dat er nog minder dan 40 individuen in het wild leefden. Er leefden ongeveer 20 individuen in het reservaat in november 2015, toen een grote brand het reservaat verwoestte, waarbij 15 dieren omkwamen en het grootste deel van de habitat werd vernietigd. Het zou naar schatting 20 jaar duren om de habitat te herstellen.
Andere bedreigde zoogdieren in het gebied zijn de gewone kortneusbuideldas, Pseudocheirus occidentalis, Australische zeeleeuw en Nieuw-Zeelandse zeebeer. Er zijn ook quokka's bekend in het park en Two Peoples Bay ligt vermoedelijk aan de oostelijke grens van hun verspreidingsgebied. Er komen verschillende reptielen voor in het park, waaronder de ruitpython, Trachylepis pulcherrima en Lissolepis luctuosa.

#### Vogels
Het reservaat maakt deel uit van de Two Peoples Bay en Mount Manypeaks Important Bird Area, als zodanig geïdentificeerd door BirdLife International vanwege het belang voor het behoud van verschillende zeldzame en bedreigde vogelsoorten. Het herbergt een populatie grote doornkruipers, een soort waarvan men dacht dat hij uitgestorven was totdat hij in 1961 werd herontdekt. De populatie werd toen geschat op minder dan 100, terwijl in 1994 werd gedacht dat het er ongeveer 1100 waren (waarvan er 450 in het reservaat voorkomen). Andere bedreigde vogelsoorten die in het reservaat leven zijn de grondpapegaai, de zwartkapborstelvogel, de westelijke zwiepfluiter en de Australische roerdomp. Andere bedreigde vogelsoorten die in het park zijn waargenomen zijn kortsnavelraafkaketoe, slechtvalk, zwartkopplevier, woudaap en roodoorastrild. Zeevogels die nestelen op de eilanden rond de baai zijn onder andere de langvleugelstormvogel en de Australische grote pijlstormvogel.

## Faciliteiten
Two Peoples Bay heeft een ongerept kustlandschap en is een vitaal gebied voor bedreigde diersoorten. Er zijn stranden met toegang via paden die geschikt zijn om te vissen, zwemmen en snorkelen. Tot de faciliteiten in het reservaat behoren een bezoekerscentrum met informatie en audiovisuele presentaties, parkeerplaatsen op en naast het strand bij de barbecueplaats, een boothelling, toiletten, afvalbakken bij de picknickplaats, gasbarbecues, een waterkraan bij de barbecueplaats en toiletten, en zitplaatsen. Er is elders geen drinkwater beschikbaar. Er moet entree worden betaald voor het reservaat. De grootste attractie in Two Peoples Bay Nature Reserve is Little Beach, dat populair is bij toeristen.